# Annika Olsen
Annika Olsen (født 13. marts 1975 i Thorshavn) er en færøsk politiker (T), tidligere (FF). Hun var borgmester i Tórshavn fra 2017 til 2020. 
Hun har været landsstyrekvinde for Indenrigsanliggender på Færøerne fra september 2008 til april 2011 og var Færøernes socialminister og vicelagmand fra 14. november 2011. Hun var medlem af Folkeflokken indtil 9. september 2015, da hun forlod partiet. Hendes begrundelse for at forlade partiet var bl.a., at hun og partiets ledelse ikke var enige om politikken, de var ikke så liberale, som hun kunne ønske, og som hun mente, at partiets program også sagde, at partiet var. Dagen efter nævnte hun også andre begrundelser, bl.a. de interne stridigeder, der havde været i 2011, da hun stillede op til formandsposten. 17. september 2015 meldte hun sig ind i Framsókn og tilsluttede sig partiets lagtingsgrupppe, men tre dage senere meldte hun sig ud af Framsókn efter stort personligt pres og sagde, at hun ville søge om orlov fra Lagtinget for en tid. Hun var i orlov i en måned, hvorefter hun var løsgænger indtil hun i begyndelsen af februar 2016 atter tilsluttede sig Fólkaflokkurin. Hun blev ikke valgt i lagtinget ved valget i 2019, men da partiet blev en del af regeringen, blev hun en del af lagtinget som suppleant. 
Før lagtingsvalget 2022 valgte hun at melde sig ud af Fólkaflokkurin, og kort tid derefter blev hun medlem af Tjóðveldi og blev en af partiets kandidater til lagtingsvalget. Hun blev valgt med 335 personlige stemmer.

## Opvækst, uddannelse og privatliv
Olsen blev født i Thorshavn og voksede op i Vágur, som den yngste af tre søskende. Forældrene er Jákup Olsen og Marna Olsen, der begge er uddanede som folkeskolelærere og har arbejdet på skolen i Vágur, hvor faderen også var skoleinspektør. Faderen er også tidligere politiker, han var lagtingsmedlem for Kristiligi Fólkaflokkurin 1994-98 og skiftede senere parti til Fólkaflokkurin, hvor han var formand for bestyrelsen i Suðuroys lokalafdeling, indtil han blev afsat i 2011, så han ikke kunne stemme på sin datter til valget om fomandsposten i Fólkaflokkurin, og dermed tabte hun valget. Ved lagtingsvalget 2015 blev de personer, der havde støttet Annika Olsen til valget om formandsposten i 2011 ikke genvalgt, og det var en stærkt medvirkende årsag til, at hun forlod partiet.
Annika Olsen er uddannet cand.mag. med nordisk sprog og litteratur  som hovedfag og religion som sidefag. Hun har undervist på Føroya Handilsskúli (Færøernes Handelshøjskole) fra 2001 til 2007, og Føroya Studentaskúli og HF-skeið samt Føroya Læraraskúli (Færøernes seminarium) i 2007-2008. Hun var på Færøernes svømmelandshold i 1998-2005 og er fortsat engageret i svømmesporten på øgruppen. Annika Olsens mand er Jacob Horn Nielsen fra Danmark, sammen har de to børn. I juni 2014 gennemførte parret en halv ironman i Århus.

## Politisk karriere
Annika Olsen blev valgt til Kommunalbestyrelsen i Tórshavn Kommune i 2004 og sad indtil 2008. Ved Lagtingsvalget 2008 den 19. januar blev hun valgt til Lagtinget for Folkeflokken og blev nummer 4 på listen over partiets 36 kandidater med flest personlige stemmer.
Da Lagmand Jóannes Eidesgaard og hans landsstyre gik af den 26. september 2008 blev Olsen samme dag udpeget til landsstyrekvinde for Indenrigsanliggender  i den nye Lagmand Kaj Leo Johannesens landsstyre. Óli Breckmann overtog derefter hendes plads i Lagtinget.
Den 6. april 2011 trak Folkeflokken sig fra koalitionen, og samme dag tråde Annika Olsen tilbage som landsstyrekvinde, og genindtog sin plads i Lagtinget, hvor hun var medlem af Kulturudvalget. Den 1. juni 2011 blev hun valgt til Lagtingsrevisor.
Ved lagtingsvalget 2011 blev Annika Olsen genvalgt med 1344 stemmer og blev derved topskorer for Folkeflokken og næstflest af alle, kun overgået af Kaj Leo Holm Johannesen, som fortsatte som lagmand og dannede ny regering med Annika Olsen som vicelagmand og socialminister (landsstýriskvinna í almannamálum).
Ved Folketingsvalget 2015 fik Annika Olsen langt flest af Folkeflokkens stemmer, hun fik 1754 personlige stemmer, nummer to på listen var Jørgen Niclasen, Folkeflokkens formand, med 531 personlige stemmer. Hun fik tredieflest stemmer af alle kandidater.
Ved lagtingsvalget 2015 blev Olsen genvalgt med 1361 personlige stemmer, som var næstflest for Folkeflokken, kun 5 stemmer mindre end Folkeflokkens topscorer Jacob Vestergaard. Folkeflokken og de andre to regeringspartier tabte imidlertid valget kom i mindretal. Oppositionspartierne minus Selvstyrepartiet forhandlede om at danne regering, og mens denne forhandling stod på, otte dage efter valget, sendte Olsen en pressemeddelelse ud, hvor hun skrev, at hun havde meldt sig ud af Folkeflokken og blev løsgænger.  Kringvarp Føroya havde interview med Olsen i nyhederne klokken 10 den 10. september 2015, og da kunne hun - udover det som hun oplyste i en pressemeddelelse dagen før - fortælle, at hun var uenig med partiledelsens afgørelse om, at de enkelte kandidater til lagtingsvalget ikke blev fritstillet i spørgsmål om etiske sager - herunder homoseksuelle ægteskaber. Hun påpegede også, at for ca. fire år siden var der et opgør om formandsposten mellem hende og Jørgen Niclasen, efter at hun havde fået over 1000 stemmer mere end ham, men Niclasen vandt, bl.a. ved hjælp af, at Annika Olsen's far, Jákup Olsen blev afsat fra sin formandspost i Folkeflokkens lokalafdeling i Suðuroy. Dengang havde hun også overvejet at forlade partiet, men valgte dog at blive. Hun nævnte også, at hun som socialminister havde ønsket at gennemføre kommunesammenlægninger, før ældreområdet blev lagt ud til kommunerne, men der havde Folkeflokken ikke bakket op om hendes ønske, og derfor blev kommunalreformen ikke til noget, men ældreområdet blev lagt ud til kommunerne alligevel pr. 1. januar 2015. I interviewet sagde Olsen også, at hun endnu ikke havde taget stilling til, hvilket parti hun ville blive medlem af, men hun forventede snart at ville vælge et andet parti. Den 17. september 2015, som var samme dag hvor pladserne til lagtingets udvalg blev fordelt, meldte Olsen sig ind i Framsókn og fik tildelt Lagtingets mest magtfulde udvalgspost, som er formandsposten i finansudvalget. Med hendes indtræden i Framsókn blev Aksel V. Johannesens landsstyre væsentligt styrket og fik flertal igen, efter at have været i mindretal siden Sonja Jógvansdóttirs udtræden fra Javnaðarflokkurin.
Den 20. september 2015, efter at hun havde været medlem af Framsókn i tre dage, meldte hun sig ud af Framsókn igen og sagde formandsposten i Finansudvalget fra sig. Hun sagde, at hun havde haft for lidt tid til at tænke sig om, før hun blev medlem af et andet parti, og samtidig bad hun sine vælgere om tilgivelse for at hun havde handlet overilet om torsdagen den 17. sep. da hun lod sig indlemme i Framsókn og lod sig vælge til formand for Lagtingets finansudvalg. Hun sagde, at hun ville søge omo orlov fra Lagtinget og ønskede ikke at udtale sig yderligere til medierne foreløbig. Hun havde været under et meget stort personligt pres siden hun meldte sig ud af Fólkaflokkurin. Hun sagde i pressemeddelelsen, at det at hun var blevet det parlamentariske fundament for den nye regering var at svigte hendes vælgere. Hun vil være løsgænger, når hun kommer tilbage i Lagtinget, efter orlov-perioden.
Den 4. februar 2016 havde Fólkaflokkurin et pressemøde, hvor formanden, Jørgen Niclasen, fortalte, at Annika Olsen og partiet nu var enige om, at hun igen blev medlem af partiet.
Ved kommunalvalget den 8. november 2016 blev Annika Olsen valgt i Tórshavns byråd, og et par dage senere indgik hun og hendes parti i et samarbejde med Tjóðveldi og Framsókn med Olsen som borgmester fra 1. januar 2017.

## Lagtingsudvalg
- 2015-2019 - Medlem af Vestnordisk Råd